# Ивашево (Шекснинский район)
Ивашево (до июня 2013 — Ивашово) — деревня в Шекснинском районе Вологодской области России. Входит в состав сельского поселения Сиземского (с 1 января 2006 года по 8 апреля 2009 года входила в Еремеевское сельское поселение), с точки зрения административно-территориального деления — в Еремеевский сельсовет.

## Название
До 2013 года — Ивашово.
21 октября 2013 года переименована в Ивашево.

## География
Расстояние до районного центра Шексны по автодороге — 29 км, до центра муниципального образования Чаромского по прямой — 6 км. Ближайшие населённые пункты — Соколово, Васьково, Жабино.

## Население
По переписи 2002 года население — 36 человек (16 мужчин, 20 женщин). Всё население — русские.